# 피필족

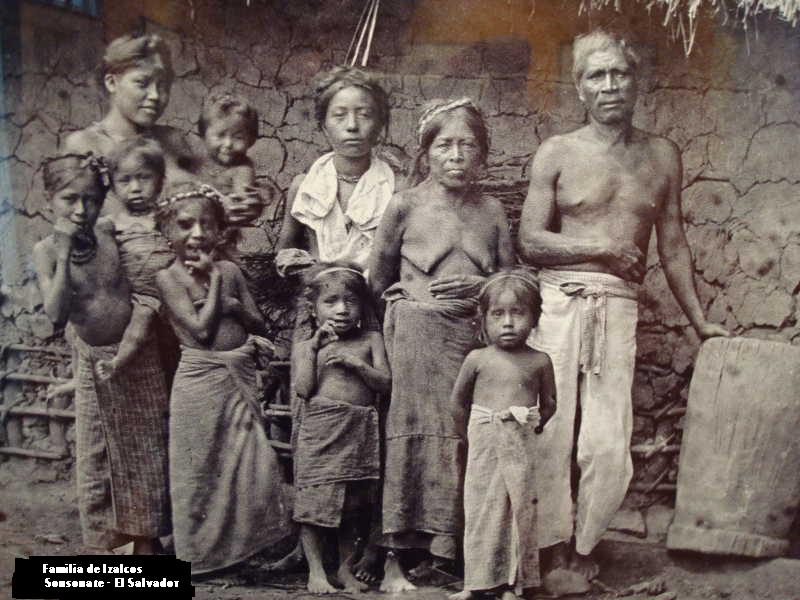
엘살바도르의 나와족 가족

피필족(Pipil)은 오늘날의 엘살바도르 영토의 서부와 중부에 주로 거주하던 메소아메리카 원주민족이다. 계통 상 중앙아메리카에 널리 퍼진 나와족의 일파이며, 나와 제어의 일종인 나와트어(피필어)를 사용했다.

## 같이 보기
- 엘살바도르의 역사
- 니카라오족
- 렝카족